# Jill Ung
Jill Anita Irene Ung, född 15 februari 1956 i Lundby församling, Göteborg, är en svensk skådespelare.

## Biografi
På 1970-talet uppträdde Jill Ung som sångerska i bandet "Göteborgsrockarna med Kung Sune". Teaterkarriären började hos Sten-Åke Cederhök på Veckans revy i Göteborg 1975. Efter studier vid Teaterhögskolan i Malmö har hon varit engagerad vid bland annat Folkteatern i Göteborg samt stadsteatrarna i Göteborg, Malmö och Borås. I Borås fick Ung uppmärksamhet för rollen som syster Ratched i Gökboet.
Jill Ung är komedienne och har framträtt som sådan i flera av Hagge Geigerts farser på Lisebergsteatern, bland annat En man för mycket, Omaka par och Panik på kliniken. Hon har även spelat sommarteater med Stefan & Krister på Vallarnas friluftsteater i Falkenberg.
Ung medverkade i Lukas Moodyssons prisade långfilm Fucking Åmål 1998 och har medverkat i en rad TV-produktioner, bland annat Sjätte dagen, Orka Orka och Saltön.
Hon har en dotter tillsammans med skådespelaren Dag Malmberg, Andréa Malmberg, som även hon är skådespelare.

## Filmografi (urval)
- 1997 – Sanning eller konsekvens
- 1998 – Fucking Åmål
- 1998 – Full Frys (TV-serie)
- 1999 – Noll tolerans
- 1999 – Sjätte dagen (TV-serie)
- 2002 – Syrenernas tid
- 2003  – Barnaskrik och jäkelskap (fars med Stefan & Krister)
- 2004 – Två bröder emellan (fars med Stefan & Krister)
- 2005–2017 – Saltön (TV-serie)
- 2005 – Orka! Orka! (TV-serie)
- 2006 – En fråga om liv och död (TV-serie)
- 2008–2009, 2010 – Andra Avenyn (TV-serie)
- 2009 – Livet i Fagervik (TV-serie)
- 2011 – Hur många lingon finns det i världen?
- 2011 – Det lömska nätet
- 2011 – Stockholm-Båstad (TV-serie)
- 2013 – Hotell
- 2017–2018 – Vår tid är nu (TV-serie)
- 2018 – Krocken
- 2020 – Falkenberg forever (TV-serie)

## Teater

### Roller
| År   | Roll                                       | Produktion                                                       | Regi             | Teater                   |
| ---- | ------------------------------------------ | ---------------------------------------------------------------- | ---------------- | ------------------------ |
| 1985 |                                            | Berättarverkstan William Shakespeare                             | Ronny Danielsson | Malmö stadsteater        |
| 1986 |                                            | Kung Lear (King Lear) William Shakespeare                        | Claes Lundberg   | Malmö stadsteater        |
| 2003 | Ebba-Britta från Vänersborg                | Barnaskrik och jäkelskap Krister Classon och Gustaf Skördeman    | Krister Classon  | Vallarnas friluftsteater |
| 2004 | Hjördis Hemlin                             | Två bröder emellan Krister Classon                               | Krister Classon  | Vallarnas friluftsteater |
| 2007 |                                            | Bröllopsbesvär Stig Larsson efter Stig Dagerman                  | Johan Wahlström  | Göteborgs stadsteater    |
| 2011 | Hertiginnan av Dene                        | Lorden från gränden (Me and My Girl) L. Arthur Rose och Noel Gay | Anders Aldgård   | Gunnebo slottsteater     |
| 2012 | Konstapel McDonald Mrs Wilbeforces väninna | Ladykillers Graham Linehan                                       | Lena Koppel      | Gunnebo slottsteater     |